# Diriamba
Diriamba är en stad och kommun (municipio) i Nicaragua, med 62 631 invånare i kommunen (2012). Den ligger i den sydvästra delen av landet i departementet Carazo, 40 kilometer söder om Managua. Diriamba är känt för sina festivaler med folkdans och folkteater.

## Geografi
Diriamba gränsar till kommunerna San Rafael del Sur i väster, San Marcos i norr, Dolores och Jinotepe i öster samt till Stilla havet i söder. Kommunens enda större ort är centralorten Diriamba med 30 084 invånare (2005).

## Historia
Diriamba var ett av de många indiansamhällen som redan existerade vid tiden för spanjorernas erövring av Nicaragua, och är nämnd i landets första taxeringslängd från 1548. Diriamba blev 1883 upphöjd till rangen av ciudad (stad).

## Religion
I januari firas stadens skyddshelgon Sankt Sebastian i en vecka. 

## Klimat
Stadens läge på drygt 500 meters höjd över havet ger ett milt klimat, om än blåsigt under perioden januari till mars.